# 칼디 (아나톨리아)
칼디는 흑해의 남동해안에 살던 청동기 시대의 사람들이다. 그들은 고대 소아시아의 하티어를 사용하였고 카르두와 관련이 있다.
칼디는 서쪽에는 칼리브/칼리베스 종족과 이웃하며, 모시노에키아 투발/타발/티바레노이가 고전작가 들에 의해 첫 철대장장이 국가들로 여겨진다.
칼디 역사의 주요 문헌은 호머, 스트라보와 제노폰에 의한 잘 알려진 작품이다.
로마시대까지 칼다에이는 셈계의 칼데아인과는 관련이 없고 폰투스 카파도키아의 칼리베스와 이웃하는 종족이었다.